# Ziegelhütte (Pfreimd)
Ziegelhütte ist ein Ortsteil der Stadt Pfreimd im Oberpfälzer Landkreis Schwandorf (Bayern).

## Geografie
Ziegelhütte liegt an der Mündung des Döllnitzbaches in den Kulmbach, 2,2 Kilometer südwestlich von Pfreimd, 550 Meter südöstlich der Bundesautobahn 6 und 1,3 Kilometer westlich der Bahnstrecke Regensburg–Weiden. Nordöstlich von Ziegelhütte erhebt sich der 517 Meter hohe Eixlberg mit der Wallfahrtskirche St. Barbara.

## Geschichte
Die Ziegelhütte (auch: Ziegelhäuser) wird 1811 im Verzeichnis der Steuerdistrikte und 1819 im Verzeichnis der Ruralgemeinden genannt. Sie erscheint dann in einer Pfarreiliste von 1835 und in der Matrikel von 1838.
1811 wurden in Bayern Steuerdistrikte gebildet. Dabei kam Ziegelhütte zum Steuerdistrikt Iffelsdorf. Der Steuerdistrikt Iffelsdorf bestand aus den beiden Dörfern Iffelsdorf und Untersteinbach, der Einöde Ziegelhütte, der Wallfahrtskirche St. Barbara auf dem Eixlberg und den Staatswaldungen Eixlberg und Künstlberg, der Pfreimder Kirchwaldung im Kulm und dem Nabburger Spitalholz. Er hatte 43 Häuser, 285 Seelen, 160 Morgen Äcker, 60 Morgen Wiesen, 550 Morgen Holz, 2 Weiher, 20 Morgen öde Gründe und Wege, 4 Pferde, 60 Ochsen, 36 Kühe, 30 Stück Jungvieh, 80 Schafe und 36 Schweine.
Schließlich wurde 1818 mit dem Zweiten Gemeindeedikt die übertriebene Zentralisierung weitgehend rückgängig gemacht und es wurden relativ selbständige Landgemeinden mit eigenem Vermögen gebildet, über das sie frei verfügen konnten. Hierbei kam Ziegelhütte zur Ruralgemeinde Iffelsdorf. Die Gemeinde Iffelsdorf bestand aus den Ortschaften Iffelsdorf mit 27 Familien, Untersteinbach mit 26 Familien, Ziegelhütte mit 1 Familie, Eixlberg mit 1 Familie, Fraunberg mit 6 Familien, Ragenhof mit 8 Familien und Obersteinbach mit 8 Familien und Pfreimd-Bahnhof.
1972 wurde die Gemeinde Iffelsdorf in die Gemeinde Pfreimd eingegliedert.
Ziegelhütte gehört zur Pfarrei Pfreimd. 1997 hatte Ziegelhütte 15 Katholiken.

## Einwohnerentwicklung ab 1819
| Jahr | Einwohner | Gebäude |
| ---- | --------- | ------- |
| 1819 | 1 Familie | k. A.   |
| 1835 | 3         | 1       |
| 1838 | 3         | 1       |
| 1860 | 2         | 2       |
| 1864 | 8         | 3       |
| 1875 | 5         | 6       |
| 1885 | 5         | 1       |
| 1900 | 14        | 3       |

| Jahr | Einwohner | Gebäude |
| ---- | --------- | ------- |
| 1913 | 10        | 3       |
| 1925 | 16        | 3       |
| 1950 | 20        | 4       |
| 1961 | 39        | 7       |
| 1964 | 39        | 7       |
| 1970 | 24        | k. A.   |
| 1987 | 10        | 3       |
| 2011 | 20        | k. A.   |